# Иванов, Константин Иванович (химик)
Константин Иванович Иванов (май 1901 — не ранее 1969) — профессор, заведующий лабораторией Всесоюзного теплотехнического института, лауреат Сталинской премии.

## Биография
Родился в мае 1901 года в Москве в семье военного.
В 1918 году окончил 1-ю Московскую гимназию. С мая 1919 по август 1923 года служил в РККА, в 1920 года в качестве самокатчика участвовал в боях на Западном фронте.
В 1922—1927 годы учился на химическом отделении физико-математического факультета 1-го МГУ. В период учёбы и после неё стажировался на предприятиях различного профиля: Майкопский завод дубильных экстрактов, нефтеперерабатывающие заводы Азнефти в Баку (2 раза) и в НИТИ, работал около полугода в лаборатории Дублевского фарфорового завода и занимался преподаванием химии.
В 1927—1928 годы на Московском газовом заводе участвовал в исследовательских работах по регенерации очистной массы и изолированию диметилнафталинов из фракции смолы водяного газа в лаборатории инженера-химика Александра Васильевича Сиволобова (ум. 1936).
С 1928 года химик лаборатории жидкого топлива Всесоюзного теплотехнического института, с 1932 года руководитель группы, с 1940-х года заведующий лабораторией нефти. Впервые в СССР выделил из продуктов окисления нефти перекиси и изучил их строение, свойства и превращения. В этом институте работал как минимум до 1968 года. В 1935 году присвоено звание старшего научного сотрудника по специальности «Химия топлива», в 1940-е годы — звание профессора.
В 1930-е годы по совместительству работал в 1-м МГУ под руководством Н. Н. Петипа по применению катализа при окислении углеводородов и руководил группой по изучению окисления парафинистых нефтяных масел в Государственном научно- исследовательском нефтяном институте.
Начиная с конца 1950-х годов вместе с Е. Д. Вилянской руководил разработкой огнестойких турбинных масел. Было создано и внедрено на электростанциях несколько марок огнестойких масел, одна из которых — ОМТИ (огнестойкое масло Теплотехнического института) — получила широкое распространение.

## Научные труды
- Применение вязких крекинг-остатков в качестве топочного мазута / Г. М. Григорян и др. — Москва ; Ленинград : ГОНТИ НКТН СССР, 1939. — 176 с. : рис.
- Промежуточные продукты и промежуточные реакции автоокисления углеводородов: монография / К. И. Иванов. — Москва ; Ленинград : Гостоптехиздат, 1949. — 192 с. : рис., табл.
- О качестве и составе жидких котельных топлив СССР. / К. И. Иванов, К. Е. Зегер ; ВТИ. — Москва : БТИ, 1961. — 15 с. : ил.
- Успехи химии органических перекисных соединений и аутоокисления.: сб. ст. / ред.: Н. М. Эмануэль, К. И. Иванов, Г. А. Разуваев. — Москва : Химия, 1969. — 496 с. : ил.

## Награды и звания
- Сталинская премия 2 степени (1950) — за исследования в области реакций автоокисления углеводородов и разработку метода получения и выделения органических перекисей, изложенные в монографии «Промежуточные продукты и промежуточные реакции автоокисления углеводородов» (1949).